# Le combat dans l'île
Le combat dans l'île  (br Paixões e Duelo) é um filme francês de 1962, do gênero drama, dirigido por Alain Cavalier.

## Sinopse
Membro de uma violenta célula terrorista, falha num atentado, traído por um companheiro. Foge com sua esposa e é recebido por um amigo que vive no campo. Quando descobre o traidor prepara-se para a vingança. Entrentato sua esposa, sente-se atraída pelo homem que os acolhe. 

## Elenco
- Romy Schneider.... Anne
- Jean-Louis Trintignant.... Clément Lesser
- Henri Serre.... Paul
- Diane Lepvrier.... Cécile
- Robert Bousquet.... Lucien
- Jacques Berlioz.... o pai
- Armand Meffre.... André
- Maurice Garrel.... Terrasse
- Marcel Cuvelier
- Pierre Asso.... Serge